# Vinícius Rodolfo de Souza Oliveira
Vinícius Rodolfo de Souza Oliveira (Queimados, Río de Janeiro, Brasil, 27 de marzo de 1995), conocido como Vinícius Tanque, es un futbolista brasileño que juega de delantero en la U. D. Melilla de la Primera Federación. Tras una mala primera vuelta rescindió su contrato en enero del 2024 dejando de formar parte de la U.D. Melilla

## Trayectoria
Se formó en las categorías inferiores del Botafogo de Futebol e Regatas, al que se incorporó en el año 2014. Con el club brasileño sería campeón del Campeonato Brasileño de Serie B y ascendería a la Primera División de Brasil en 2015.
En las filas del primer equipo tendría pocas oportunidades y salió a préstamo en dos clubes de su país, como el Volta Redonda y en el Atlético Clube Goianiense en donde disputó seis partidos.
Durante la temporada 2018-19, emprendió su primera cesión a un club europeo, ya que jugaría en las filas del Clube Desportivo de Mafra portugués.
Tras regresar de su cesión en Portugal, se incorporó nuevamente a la plantilla del Botafogo de Futebol e Regatas en el que jugó durante la primera parte de la temporada 2019-20.
El 31 de enero de 2020 fue cedido hasta el final de temporada a las filas del F. C. Cartagena de la Segunda División B de España. El 16 de febrero hizo su debut marcando gol frente a la Real Balompédica Linense en una victoria por 3 goles a 2. El 27 de junio pasó a ser propiedad de la entidad albinegra para dos temporadas y firmó con el club hasta junio de 2022. Un mes después logró el ascenso a la Segunda División tras eliminar al C. D. Atlético Baleares en la tanda de penaltis en la eliminatoria de campeones, tras haber sido líderes del Grupo IV tras la finalización de la liga regular por el coronavirus. El 16 de septiembre firmó precisamente por su rival aquel día, siendo cedido un temporada.
En julio de 2021 regresó al C. D. Atlético Baleares, para competir en la Primera División RFEF, tras haber rescindido su contrato con el F. C. Cartagena. El 18 de julio del año siguiente acordó su salida del club, firmando a los dos días por la U. D. Logroñés.
El 6 de julio de 2023 fichó por la U. D. Melilla para la temporada 2023-24.